# 拉塔基亚战役 (2013年)
2013年拉塔基亚战役（2013 Latakia offensive）也被叙利亚自由军及其支持者称为解放海岸行动，是叙利亚内战期间的一场战役，由拉塔基亚省的萨拉菲派以及圣战者反对派发动。反对派声称这场攻势的目的是占领Al-Haffah城，但政府支持者则认为反对派真正的目的是想攻占Nabi Younes山区。而一个被认为是有目的的负面效应是通过攻击阿拉维派教徒占多数的地区以挑起更多的教派冲突。这场攻势开始于2013年8月初。在战役中，反对派攻占了十余个村庄。但是在8月中旬，政府军开始反击并夺回了所有先前被反对派夺取的地盘。

## 反对派的进攻
2013年8月4日，据估计1500到2000名反对派武装分子（其中300人是外籍武装分子）从反对派控制的Salma开始向亲政府的阿拉维派教徒占主导的拉塔基亚省进攻。这场进攻开始于反对派武装对Jabal al-Akrad山区十座阿拉维派村庄的进攻。反对派動用坦克，在战斗中对这些村庄开火。在这一整天中，救护车不停的将政府军伤兵从前线抢运到拉塔基亚城的医院。而在反对派遭受的损失中，在进攻初期有报道称有突尼斯籍、利比亚籍、沙烏地阿拉伯籍和约旦籍武装分子丧生。在战斗中，一名外籍自杀式爆炸袭击者引爆了汽车炸弹，炸死了15名叙利亚国家防卫军的民兵以及叙政府军士兵。在第一天战斗结束时，反对派攻占了5座村庄，俘获了400名阿拉维派村民以及亲政府民兵，其中包括一名亲政府的阿拉维派神职人员Badr Ghazal。数以百计的阿拉维派群众逃往拉塔基亚市。
8月5日，反对派进一步推进至距离Qardaha20公里远的阿拉维派村庄Aramo外围。Qardaha是巴沙尔·阿萨德的故乡，还有总统的父亲、前总统哈菲兹·阿萨德的陵墓。反对派武装在战斗中使用了新得到的反坦克导弹。这些导弹具有巨大威力。据一名反对派活动人士说，在一座可以俯瞰Salma的山顶有3辆坦克被击毁。当天晚些时候，据报道反对派武装攻占了Aramo村及另一座村庄。反对派还试图在Jabal Turkman山区推进。但是在第二天的战斗中，政府军獲得增援後发动反攻，成功夺回了之前一天被反对派攻占的村庄Beit al-Shakuhi。
虽然反对派的攻势被他们的同情者称赞，但其他人则不同意反对派打开这一战线。一名反对派的活动人士指出反对派“习惯于只要他们觉得拥有足够武器就开始让战斗升级，但他们并未做好准备……而政府军的回应是很猛烈的。”叙利亚自由军的主要支持者美国也反对反对派将目标瞄准拉塔基亚省，因为攻击阿拉维派聚居区会招致政府军对在叙利亚占多数的逊尼派教徒的报复，并会增加难民数量。另一些外交官员说如果伊斯兰极端分子最终占据上风，叙利亚沿海地区及其附近山区里的村落将会血流成海。
8月6日，叙利亚人权观察组织宣称在过去3天反对派已经攻占了11座阿拉维派聚居的村落。而政府军方面的消息则特意淡化这则报道，称在政府军发动反攻之后，只有两座村庄还在反对派控制之下。叙利亚人权观察组织还报道称在战斗中已经发生多起处决事件。据报道反对派还攻占了4个位于山顶的政府军哨所，这些哨所被用作炮击反对派控制的村庄。
8月7日，一名阿拉维派神职人员证实有13座村庄被反对派攻占，但其中9座在过去几天已经被政府军夺回。他还宣称反对派在针对村民的教派屠杀中杀害了超过100人，其中大部分是妇女和儿童。两天之后叙利亚人权观察组织证实数十名阿拉维派教徒在这一地区被杀害。有其他的活动人士说在这场战斗中已经有60名平民被杀害。
8月9日，反对派活动人士报道叙利亚自由军指挥官下达命令让该省他们的部队停止推进，并撤出那些他们攻占的村庄。下达这一命令是因为在过去几个小时反对派的武器补给已经被切断。但是来自高层的自由军的消息否认下达了撤退命令。一名反对派活动人士宣称反对派的武装分子拒绝了叙利亚自由军因为武器弹药短缺而要求撤退的命令，开始使用在战斗中缴获自政府军的弹药。 当天晚些时候，叙政府军攻击了三座村庄，根据国有媒体的报道，政府军成功夺取了这三座村庄。但是，活动人士宣称政府军只夺回了Qashba村，而另两座村庄仍在交战中。作为回应，反对派武装在网上视频中宣称他们夺取了Salma以南3公里的Kharratah村。但是，这座村庄据证实其实在几天前战役刚开始时就已经被反对派攻占。在当天夜里，政府军对Salma展开多起空袭，20人丧生，其中10人是反对派武装（其中包括4名外籍武装分子），10人是平民。
8月11日，有报道表明在被反对派攻占的阿拉维派村庄有大量平民被反对派杀害，还有数百人被挟持。

## 政府军的反攻
8月16日，政府军发动反攻，据报道很快便夺回了两座村庄。
8月18日，叙利亚政府军声称在过去两天政府军已经夺回9座村庄。一名反对派活动人士证实反对派已经丢掉了7座村庄，但他声称反对派再次成功夺回其中的5座。当天晚些时候，叙利亚人权观察组织承认在当天政府军夺回了7座阿拉维派教徒聚居的村庄。他们还声称政府军击毙了大量外籍武装分子，其中包括与基地组织有关联的伊拉克和沙姆伊斯兰国组织的一名利比亚指挥官。政府军空袭了位于Jabal al-Akrad山区的反对派据点，据报道在空袭中一架战斗机被击落，飞行员被反对派俘获。
8月19日，叙利亚国有媒体报道在攻占Nabi Ashia山区和省内北部毗邻的地区之后，政府军夺回了所有拉塔基亚省内反对派的据点。根据政府军方面的消息，只有在反对派发起攻势的Salma及其周边地区还在反对派控制之下。反对派证实政府军夺回了9座村庄，还有两座村庄的战斗仍在继续。政府军还夺回了所有先前被攻佔的政府军观察哨。后来据证实所有村庄都已经被政府军夺回了。

## 反对派对平民的屠杀
2013年8月26日，叙利亚人权观察组织报道称被绑架的阿拉维派神职人员Badr Ghaza已经被努斯拉陣線处决。
在这场攻势结束后一个多月，有更多關於反对派武装分子屠杀平民的报道开始涌现。根据其中一份报道，有两处乱坟岗被找到。被绑架的妇女被卡车运走以被反对派强奸。估计有62到140名平民被屠杀，还有另外的105到199人失踪或被证实遭到绑架。
10月11日，人权观察组织发表一份报道，称通过调查，他们发现伊拉克和沙姆伊斯兰国组织犯下大量违反人权的罪行，例如处决、非法杀害、劫持人质。根据这份报告，有190人被反对派杀害，其中有至少67人是被处决或不合法的被杀害，而且人数可能更多。人权观察组织声称其中大部分人是被反对派或有意或不分青红皂白的杀害的。超过200名人质，主要是妇女和儿童，被伊斯兰武装分子继续关押。人权观察组织还声称两名科威特公民，Sheikh Hajjej al-Ajami和Shafi al-Ajam在为这次行动筹集资金的事情上明显扮演了关键角色。